# Wetgevende Assemblee van Mexico-Stad

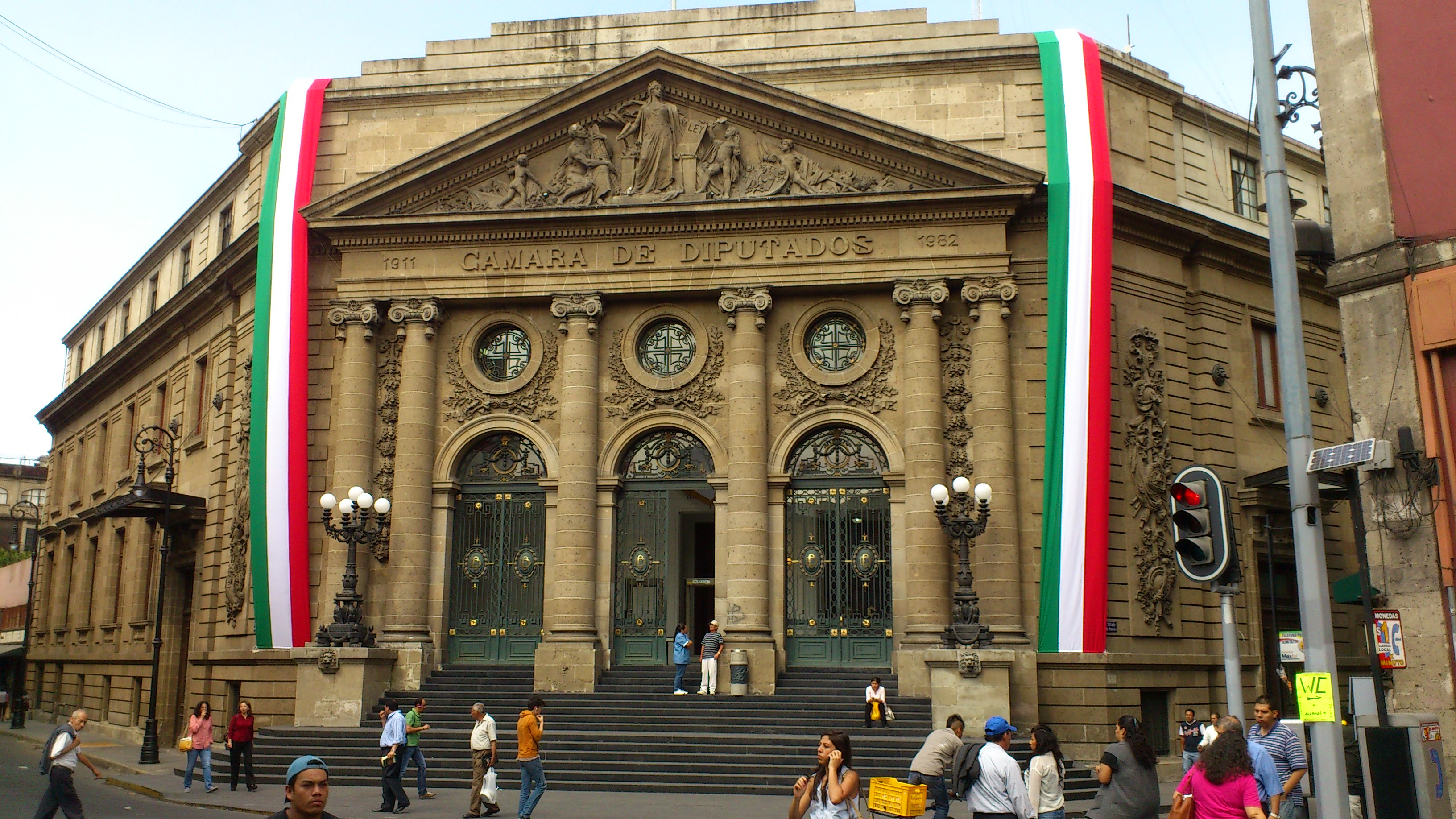
Gebouw van de Assemblee

De Wetgevende Assemblee van Mexico-Stad (Spaans: Asamblea Legislativa de la Ciudad de México) is het orgaan dat de functies van de wetgevende macht van Mexico-Stad vervult.
De Wetgevende Assemblee werd opgericht in 1987 als Assemblee van Vertegenwoordigers van het Federaal District, maar met beperktere bevoegdheden dan de huidige assemblee. Voor 1987 lag de wetgevende macht bij het Departement van het Federaal District, dat in de praktijk een ministerie was en waarvan het bestuurd werd aangewezen door de president van Mexico. In 1997 werden de bevoegdheden van de Assemblee uitgebreid en in 2016 kreeg het orgaan zijn huidige naam en functie.
De Assemblee telt 66 leden die voor drie jaar gekozen worden. 40 leden worden door een districtenstelsel gekozen en de overige 26 volgens een systeem van evenredige vertegenwoordiging, waarbij evenwel rekening wordt gehouden met het aantal zetels dat al door het districtenstelsel zijn toegekend. De huidige zetelverdeling is als volgt:
- Morena 22
- Partij van de Democratische Revolutie (PRD) 19
- Nationale Actiepartij (PAN) 10
- Institutioneel Revolutionaire Partij (PRI) 7
- Groene Ecologische Partij van Mexico (PVEM) 2
- Sociale Ontmoetingspartij (PES) 2
- Partij van de Arbeid (PT) 1
- Partij van de Burgerbeweging (MC) 1
- Nieuwe Alliantie (PANAL) 1
- Humanistische Partij (PH) 1